# ニジニ・ノヴゴロド
ニジニ・ノヴゴロド（ニジニノブゴロド、ニジニーノブゴロド、ニジェゴロドとも、露: Нижний Новгород [ˈnʲiʐnʲɪj ˈnovɡərət] ニージュニイ・ノーヴガラト Nizhnij Novgorod）は、ロシア連邦ニジニ・ノヴゴロド州の州都。人口は約122万人（2021年）。
ヴォルガ川とオカ川の合流地点に位置する商工業都市。沿ヴォルガ連邦管区の本部所在地で、自動車産業で有名な工業都市である。ソビエト連邦時代はこの地で生まれた文学者マクシム・ゴーリキーにちなみ、ゴーリキー（露: Горький; Gor'kij）と呼ばれた。

## 歴史

### 城塞の誕生とニジニ・ノヴゴロド公国

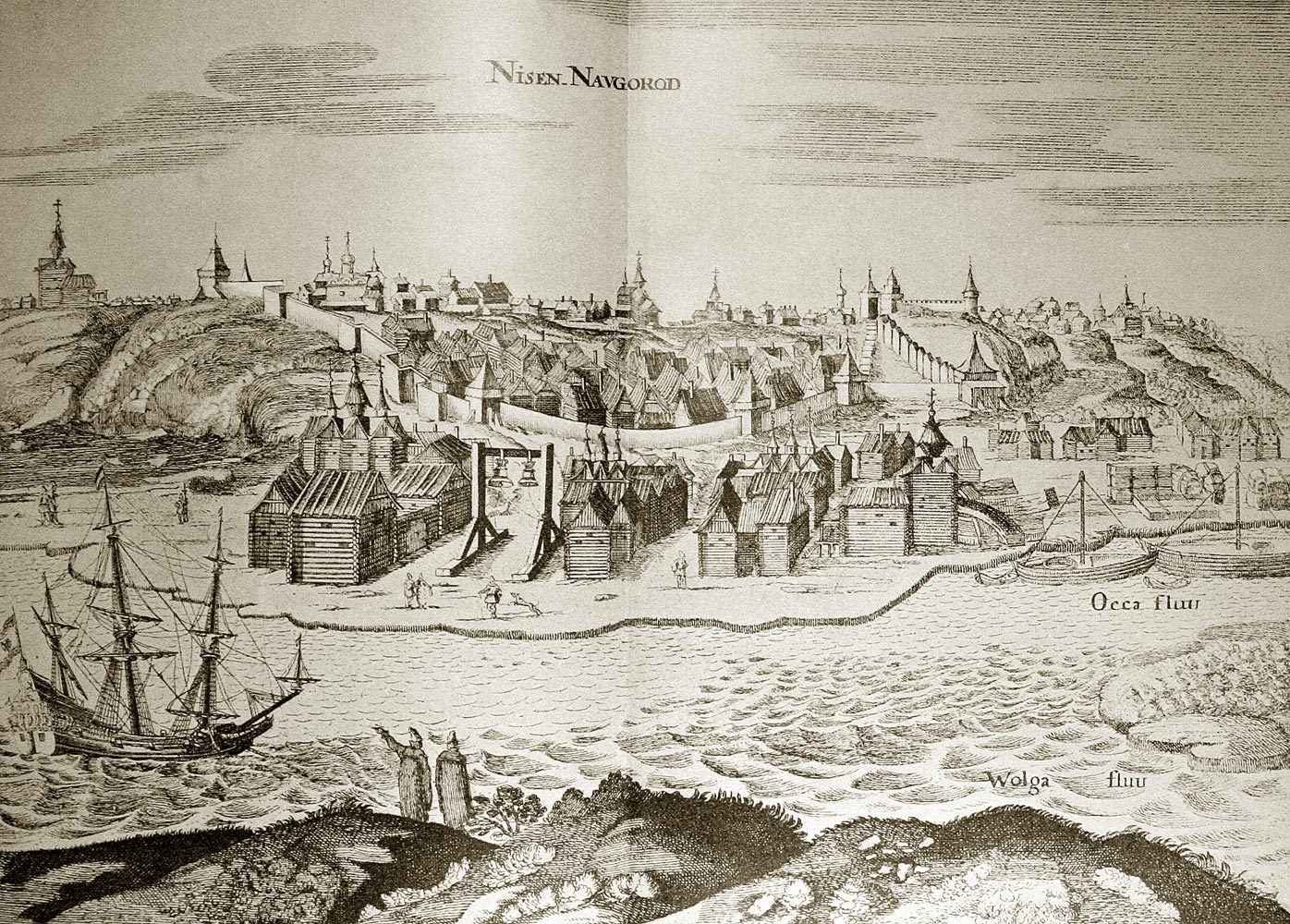
17世紀前半のニジニノヴゴロドオレアリウスの本「マスコビーへの旅の説明」（1656年）より

1221年に築かれた東部の要塞を起源とする古都であるが、町の本来の名前である「ノヴゴロド」は「新しい町」を意味する。「ニージュニイ」は、ロシア語で「下の」という意味の形容詞で、ロシア北部にある古都ノヴゴロド（ヴェリーキー・ノヴゴロド）など、ロシア中にある同名の町と区別するために付加される。
1220年、モルドヴィン人のオブラム公（Inäzor Obram）の都であった要塞オブラン・オシュ（Obran Osh）がロシア人により攻め落とされ、翌1221年にウラジーミル大公ユーリー2世が要塞跡に木造の要塞を築いた。これが今日のニジニ・ノヴゴロドのクレムリンとなる。ウラジーミル大公国の重要な二大河川、オカ川とヴォルガ川（モルドヴィン語でラヴ Rav またはラヴァ Rava）の合流点に位置するオブラン・オシュ要塞は「下の新しい町」を意味するニジニ・ノヴゴロドと改名された。ニジニ・ノヴゴロドはモルドヴィン人の攻撃に何度もさらされ、1229年1月にはアルザマスのエルジャ・モルドヴィン人君主・プルガス公（Inäzor Purgaz）に攻囲され辛くも守り切った。しかしモンゴルのルーシ侵攻のさなか、ユーリー2世が1238年3月4日に現在のヤロスラヴリ州でモンゴル帝国との間に起こった「シチ川の戦い」で戦死すると、東部辺境の小さな要塞だったニジニ・ノヴゴロドは、プルガスとの戦いの後に再建した生活を守るため、戦わずしてモンゴルに降伏した。こうして難を逃れたニジニ・ノヴゴロドはモンゴルの支配下で辺境の守りとして強化され、その城塞（クレムリン）はヴォルガとオカに挟まれた天然の要害として難攻不落を誇った。
モスクワやトヴェリ同様、ニジニ・ノヴゴロドもその重要性の低さゆえにモンゴルに破壊されずに生き残った、ロシアでも比較的若い町であった。しかし「タタールのくびき」の時代のロシアにおいて、モスクワなどと同様ニジニ・ノヴゴロドも次第に重要な役割を果たすようになる。ジョチ・ウルスの承認の下、ニジニ・ノヴゴロドはウラジーミル・スーズダリ大公国に1264年に併合される。その86年後の1350年、ルーシ有数の有力な公であるスーズダリ大公がゴロジェッツからニジニ・ノヴゴロドに移るとますます重要性は高まった。スーズダリおよびニジニ・ノヴゴロド大公であるドミトリ・コンスタンチノヴィチ（1323年 - 1383年）は首都ニジニ・ノヴゴロドをモスクワに負けないほどの街にしようとし、石造りのクレムリンや聖堂を築き、年代記作家や歴史家たちのパトロンとなった。ロシアの原初年代記の初期の写本・ラヴレンチー写本（Laurentian codex）はこの地の修道士ラヴレンチーが1377年に著している。

### 城塞都市
1392年、ニジニ・ノヴゴロド公国はモスクワ大公国に屈してその一部に編入された。ニジニ・ノヴゴロド公はシュイスキーの名を得てモスクワの大貴族となり、後には全ロシアのツァーリになる者も現れた（ヴァシーリー・シュイスキー）。ヴォルガ・ブルガールを屈服させヴォルガ中流にまで勢力を伸ばしたジョチ・ウルスの将軍エディゲは、1408年にはニジニ・ノヴゴロドを攻略し焼き払った。その後再建されたニジニ・ノヴゴロドの難攻不落のクレムリン（城砦）は、カザン・ハン国の侵入に対する最強の砦となった。現在見ることのできる巨大な赤レンガのクレムリンは、1508年から1511年にかけてイタリア人ピョートルの監督により建設された。1520年と1536年にはカザン・ハン国に攻められたがこれを撃退した。ニジニ・ノヴゴロドはまた、東西交易やヴォルガ川交易でも栄えた。

### 国民義勇軍

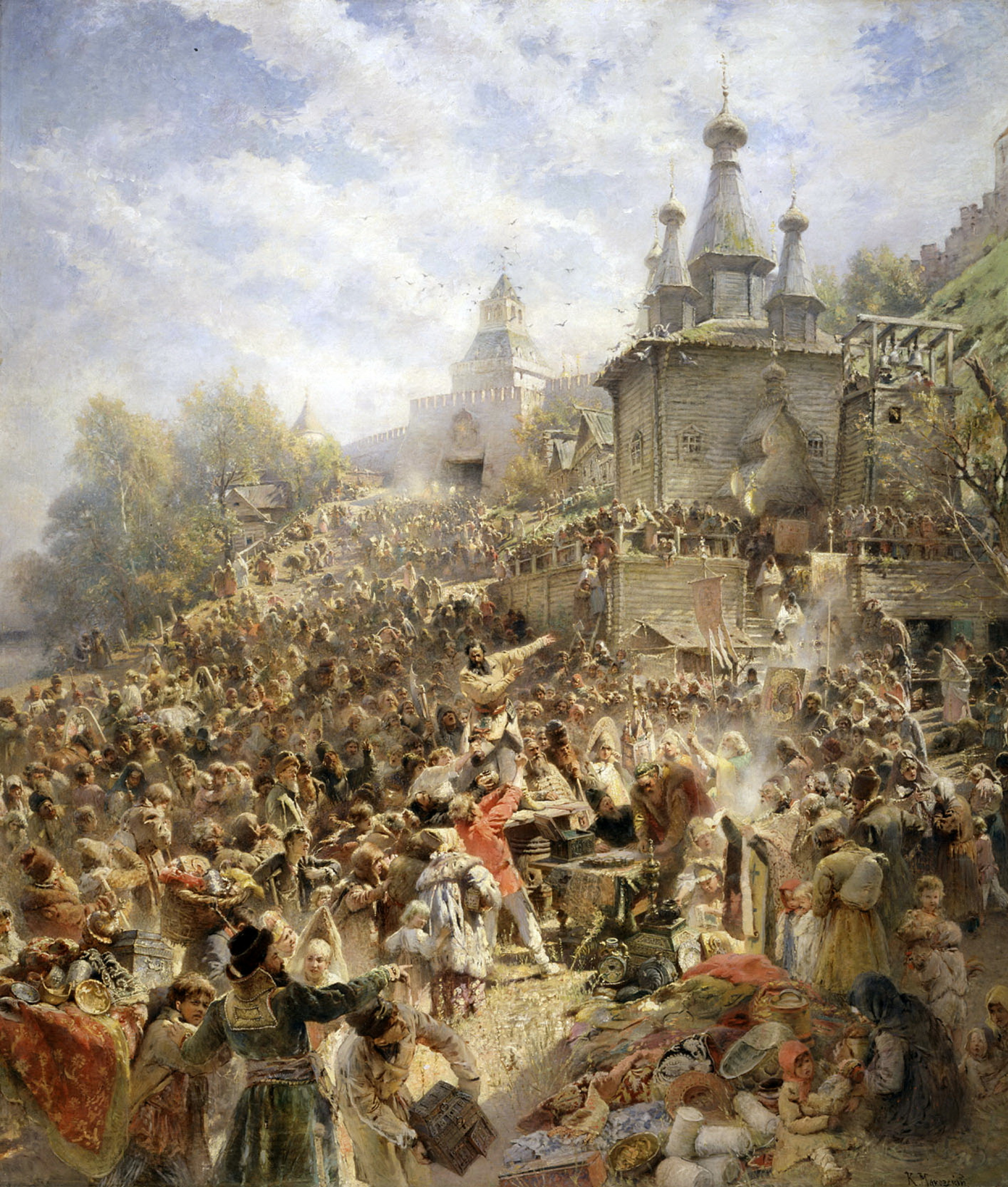
ミーニンのアピール

1612年、東西交易で利益を上げていた街の肉商人で愛国者であったクジマ・ミーニンがニジニ・ノヴゴロドの国民義勇軍を組織し、ドミトリー・ポジャルスキー公の指揮のもと、モスクワ大公国の動乱期に乗じたポーランドのロシア侵入に立ち向かいモスクワからポーランド軍を追放した。翌年、ミーニンやポジャルスキーらの開いた全国会議によりミハイル・ロマノフが新しいツァーリに選ばれ、ロマノフ朝が成立する。
ニジニ・ノヴゴロド・クレムリンの前の中央広場は、愛国の英雄の名をとりミーニン・ポジャルスキー広場と呼ばれる（地元では単にミーニン広場とも呼ばれる）。またミーニンは没後ニジニ・ノヴゴロド・クレムリンに埋葬された。前駆授洗イオアン聖堂の前には、2005年10月21日に、モスクワの赤の広場に立つミーニンとポジャルスキーの像の複製が建てられた。この聖堂前は、彼らが国民軍結成を呼びかけた場所と信じられている。

### ロシアの交易拠点

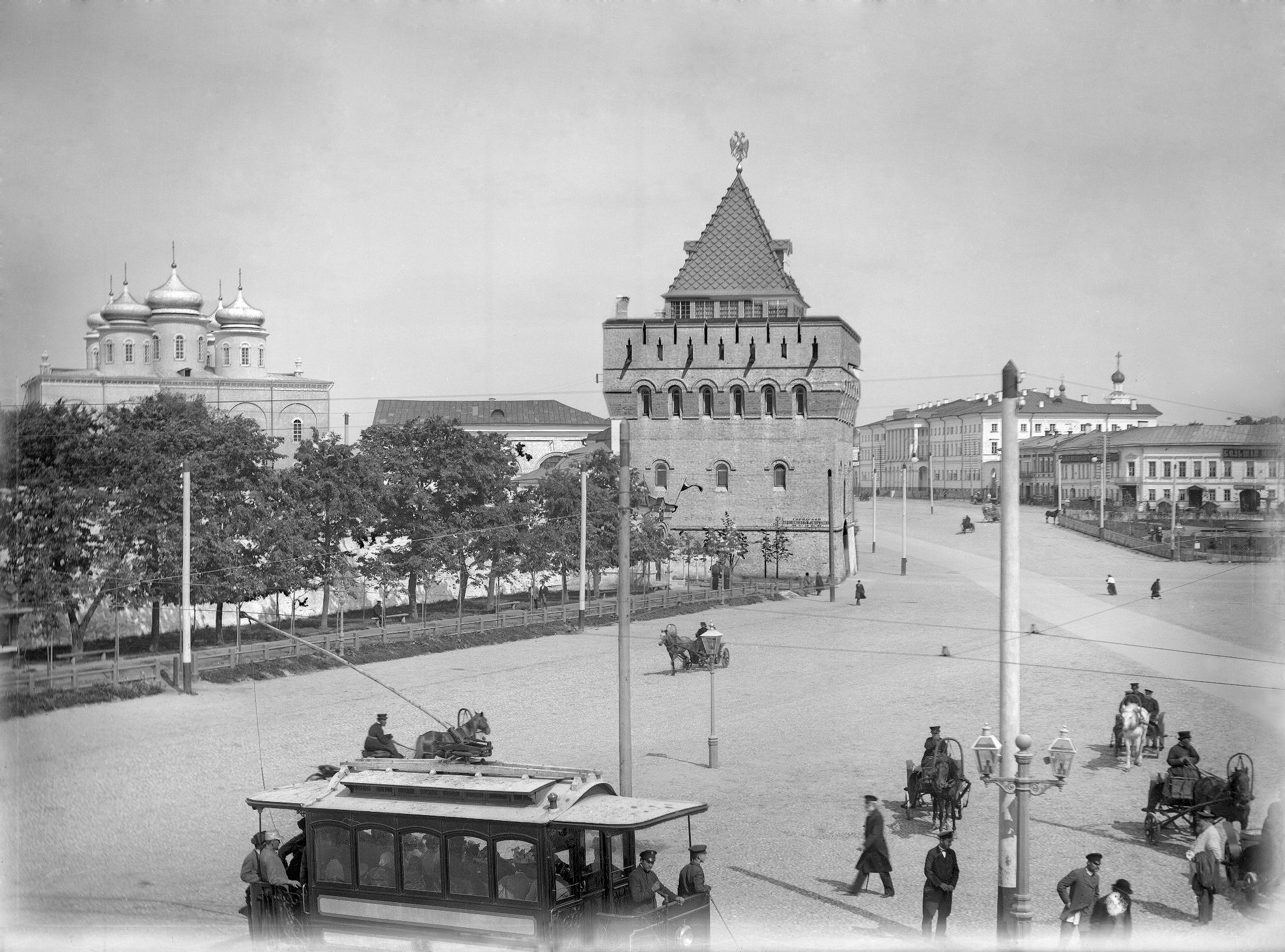
受胎告知の広場

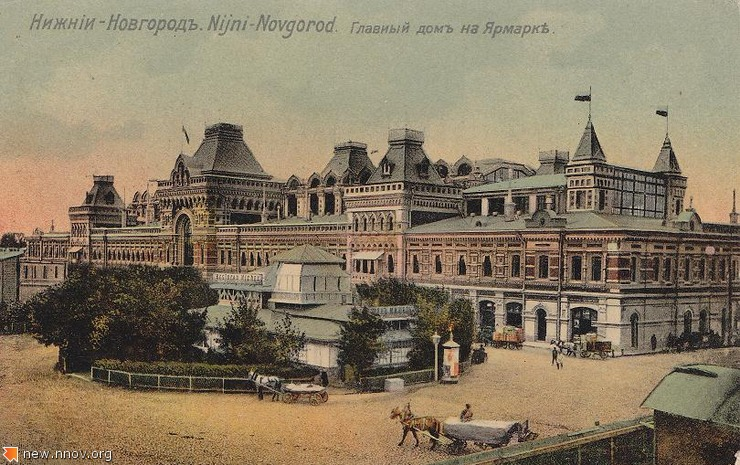
ロシアの見本市の建物

18世紀には商都としてニジニ・ノヴゴロドは繁栄し、ロシア最大の豪商・大地主・産業家であったストロガノフ家がこの地に拠点を置いた。ストロガノフ家は多くの聖堂などを寄進しており、19世紀から20世紀の変わり目には、ストロガノフ様式という独特の建築やイコン絵画がここで生まれている。
19世紀前半にはロシア最大の見本市であるマカリエフの定期市が、同州マカリエヴォのジェルトヴォツキー・マカリエフ修道院からニジニ・ノヴゴロドに移転し、毎年7月に延べ数百万の商人や観客がロシアだけでなくイランや中央アジアからもやってくる賑わいを呈した。こうしてヴォルガ川畔の街はロシア帝国の商業の中心地となり、さらに工業も急激な勢いで発展した。その中でも最大の工場はソルモヴォ製鉄所で、ニジニ・ノヴゴロドの山手のモスクワ駅(ru)とは専用鉄道で結ばれていた。ニジニ・ノヴゴロドの下町側には私鉄モスクワ＝カザン鉄道の駅があった。その他の産業も緩やかに成長し20世紀にはロシア第一の産業都市であった。
1896年には全ロシア産業芸術博覧会（汎ロシア博覧会）が開催され、物理学者アレクサンドル・ポポフの世界最初の無線受信機、ウラジーミル・シューホフの世界初の双曲面構造の鉄塔およびラチスシェル構造のメインパビリオンが披露された。
この時代、この街に生まれた社会主義リアリズムの作家マクシム・ゴーリキー（1868年生まれ、本名アレクセイ・マクシーモヴィチ・ペシコフ）は、ニジニ・ノヴゴロドの労働者達やヴォルガ川沿岸の農民達の苦難に満ちた生活を描いた。彼の生家は現存しており、不動産を取得した彼の祖父にちなんでカシリンの家と呼ばれている。

### 工業都市・閉鎖都市

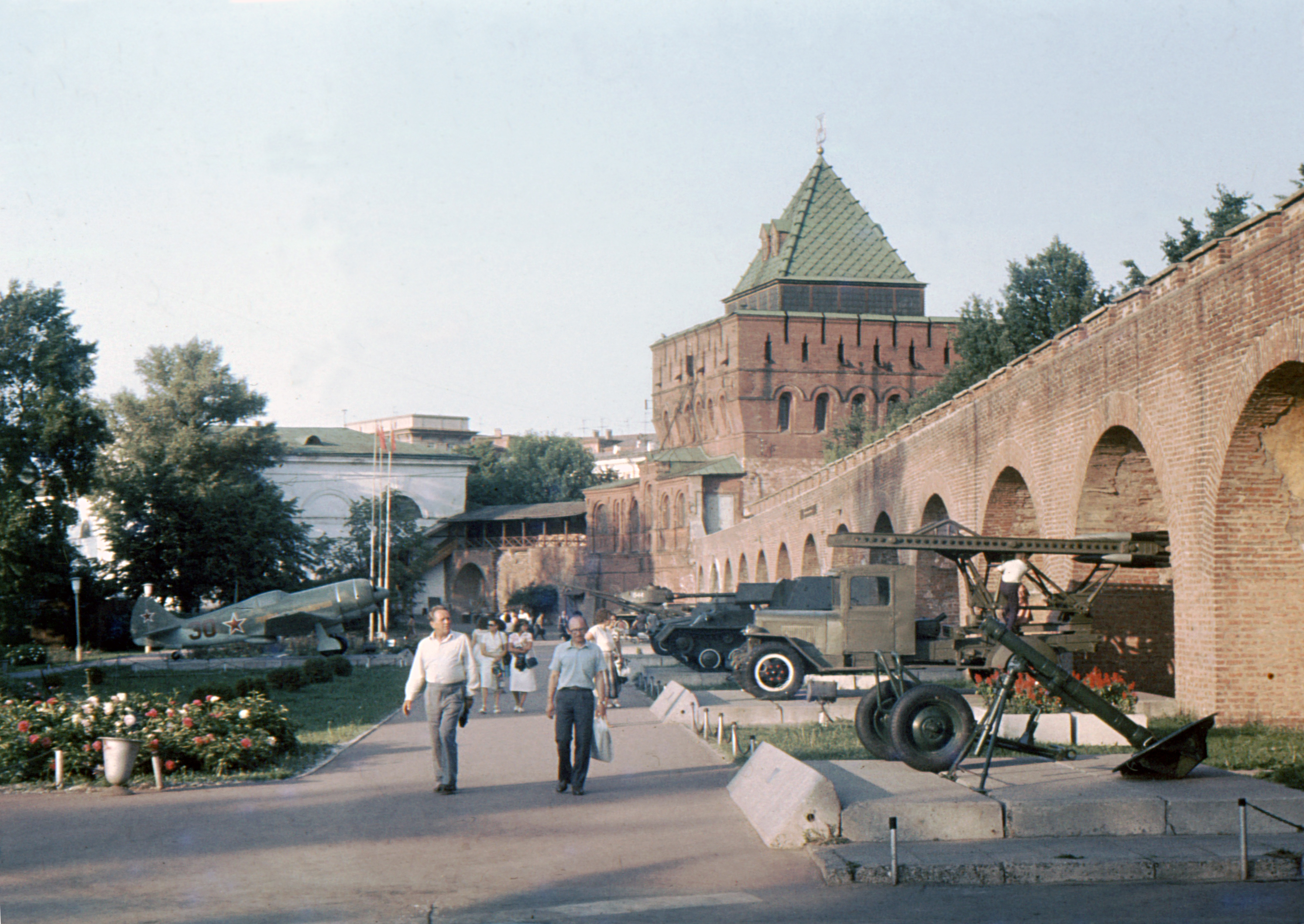
ソ連時代、ゴーリキーと名乗っていた頃のニジニ・ノヴゴロドの街（1986年頃）。第二次世界大戦記念碑とクレムリ。

1917年の十月革命以前にはオカ川にもヴォルガ川にも橋はかかっておらず、人も列車もフェリーを利用していた。大河ヴォルガを超える最初の橋は1914年にモスクワ＝カザン鉄道会社が建設に着手した鉄道橋だが、ソ連時代になるまで完成せず、鉄道がコテリニチまで開通したのは1927年になってからだった。

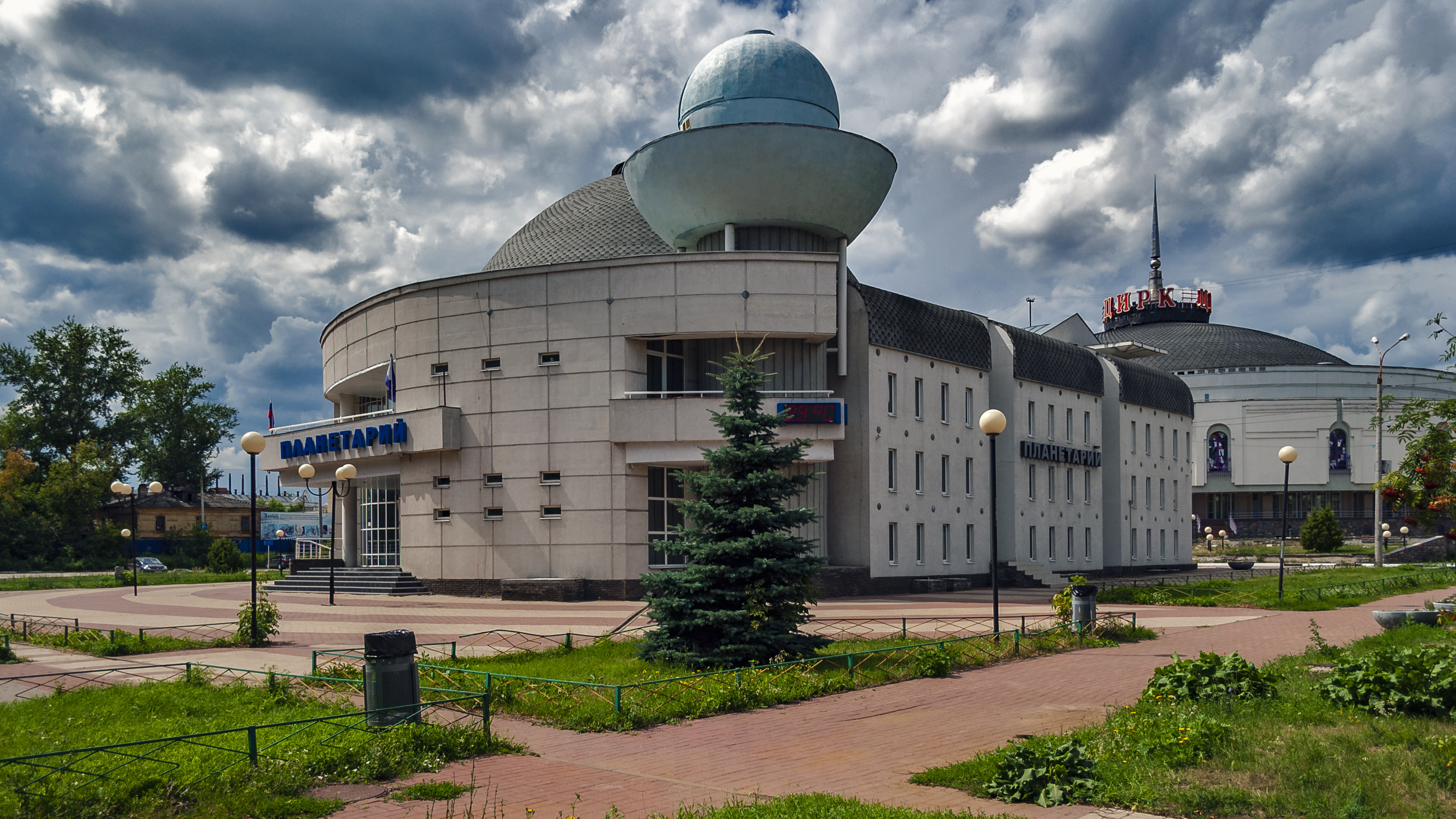
ニジニ・ノヴゴロドプラネタリウム。中央のドームはサーカス劇場

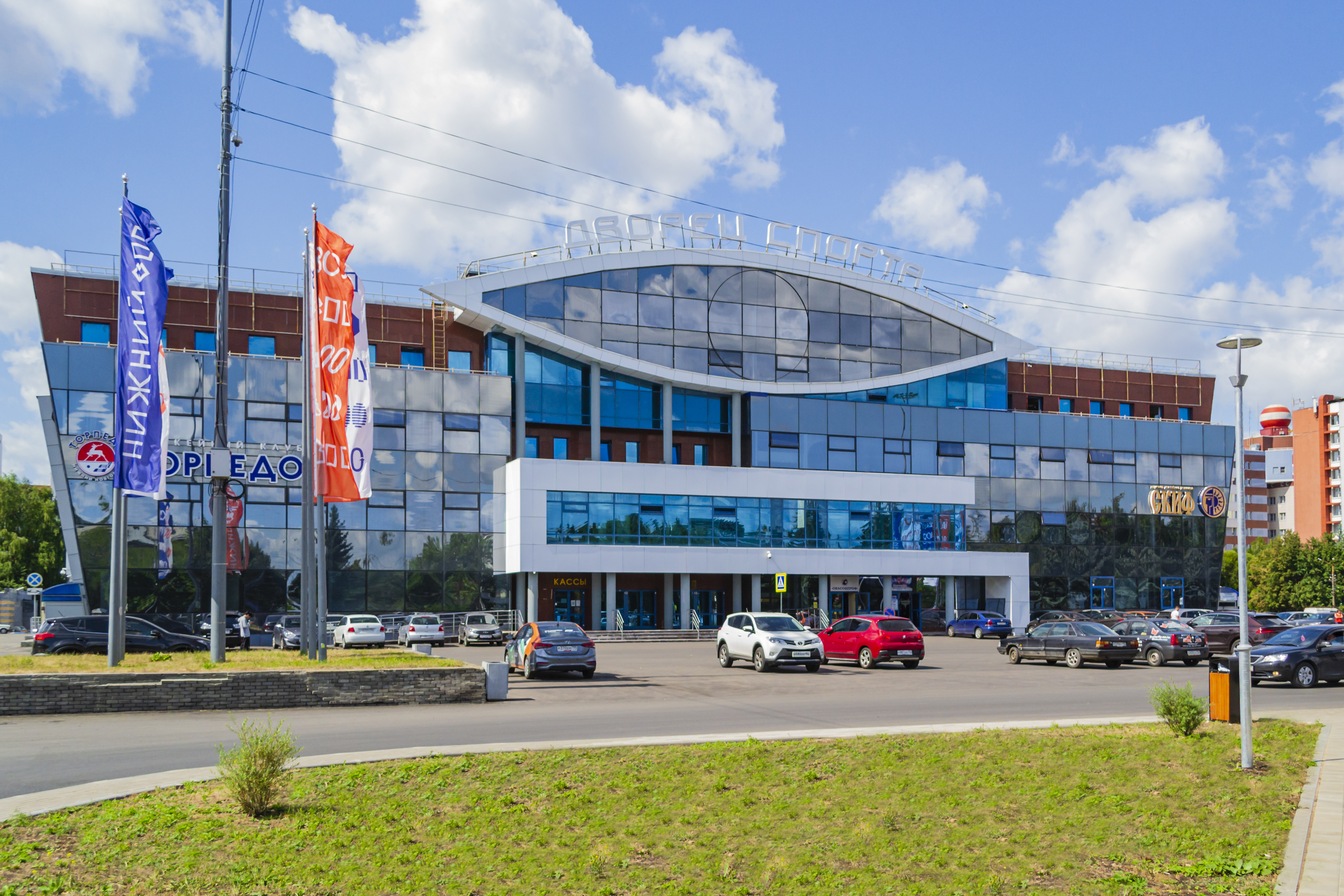
スポーツ宮殿「ナゴルニー」

1932年から1990年までは、この街出身の文豪マクシム・ゴーリキーにちなんで街の名は「ゴーリキー」となっていた。1932年、ゴーリキーは1921年以来療養で滞在していたイタリアからソ連へと戻った。彼をソ連へ招待したヨシフ・スターリンは作家の帰国を大々的なプロパガンダに利用し、生まれ故郷の街の名までゴーリキーに変えてしまった。
ソ連時代の1929年にはNAZ（ニジニ・ノヴゴロド自動車工場、後にGAZ〈ゴーリキー自動車工場〉に改称、「ヴォルガ」ブランドの自動車で有名）が誕生した。アメリカの自動車王ヘンリー・フォードから技術を導入して乗用車とトラック・バンを製造しており、フォードも機械や人員を送るなど、支援を行った。
その他様々な軍需・民需の工業の拠点となったが、それゆえ外国人の立ち入りが禁止された閉鎖都市となった。ソ連国内の旅行客には、ゴーリキーはヴォルガ川遊覧船に乗るために立ち寄る街であったが、軍事上の都合から、1970年代半ばまでは市街地図すら市販されていなかった。
原子力産業も位置し、1980年から1986年にかけては、ノーベル平和賞受賞者で核物理学者のアンドレイ・サハロフ博士がソビエト連邦のアフガニスタン侵攻への批判をとがめられ、夫人と共に外国人と接触できないゴーリキー市へ国内流刑となっていた。1990年、ペレストロイカの中で街の名が元に戻ると同時に閉鎖も解除された。

### ロシアのウクライナ侵攻
2024年3月12日、ウクライナはミサイルまたはドローンにより、州内に存在するルクオイルの製油所を攻撃。大規模な火災が確認された。

## 気候
・真夏の気温：18～32℃（64～90℉）
・真冬の気温：-14～-24℃（6～-12℉）
| ニジニ・ノヴゴロド (1971 - 2000)の気候 | ニジニ・ノヴゴロド (1971 - 2000)の気候 | ニジニ・ノヴゴロド (1971 - 2000)の気候 | ニジニ・ノヴゴロド (1971 - 2000)の気候 | ニジニ・ノヴゴロド (1971 - 2000)の気候 | ニジニ・ノヴゴロド (1971 - 2000)の気候 | ニジニ・ノヴゴロド (1971 - 2000)の気候 | ニジニ・ノヴゴロド (1971 - 2000)の気候 | ニジニ・ノヴゴロド (1971 - 2000)の気候 | ニジニ・ノヴゴロド (1971 - 2000)の気候 | ニジニ・ノヴゴロド (1971 - 2000)の気候 | ニジニ・ノヴゴロド (1971 - 2000)の気候 | ニジニ・ノヴゴロド (1971 - 2000)の気候 | ニジニ・ノヴゴロド (1971 - 2000)の気候 |
| 月                                     | 1月                                    | 2月                                    | 3月                                    | 4月                                    | 5月                                    | 6月                                    | 7月                                    | 8月                                    | 9月                                    | 10月                                   | 11月                                   | 12月                                   | 年                                     |
| -------------------------------------- | -------------------------------------- | -------------------------------------- | -------------------------------------- | -------------------------------------- | -------------------------------------- | -------------------------------------- | -------------------------------------- | -------------------------------------- | -------------------------------------- | -------------------------------------- | -------------------------------------- | -------------------------------------- | -------------------------------------- |
| 最高気温記録 °C （°F）                 | 5.5 (41.9)                             | 7.0 (44.6)                             | 17.3 (63.1)                            | 26.3 (79.3)                            | 32.5 (90.5)                            | 36.3 (97.3)                            | 36.4 (97.5)                            | 36.0 (96.8)                            | 31.0 (87.8)                            | 24.2 (75.6)                            | 13.2 (55.8)                            | 8.5 (47.3)                             | 36.4 (97.5)                            |
| 平均最高気温 °C （°F）                 | −6.6 (20.1)                            | −5.7 (21.7)                            | 0.7 (33.3)                             | 10.5 (50.9)                            | 17.4 (63.3)                            | 22.5 (72.5)                            | 23.4 (74.1)                            | 21.2 (70.2)                            | 14.8 (58.6)                            | 6.9 (44.4)                             | −1.1 (30)                              | −4.6 (23.7)                            | 8.3 (46.9)                             |
| 平均最低気温 °C （°F）                 | −13.0 (8.6)                            | −12.2 (10)                             | −6.3 (20.7)                            | 2.3 (36.1)                             | 7.6 (45.7)                             | 12.5 (54.5)                            | 14.1 (57.4)                            | 11.9 (53.4)                            | 6.8 (44.2)                             | 1.2 (34.2)                             | −5.8 (21.6)                            | −10.3 (13.5)                           | 0.7 (33.3)                             |
| 最低気温記録 °C （°F）                 | −41.2 (−42.2)                          | −37.2 (−35)                            | −28.3 (−18.9)                          | −19.7 (−3.5)                           | −6.9 (19.6)                            | −1.8 (28.8)                            | 5.1 (41.2)                             | 0.9 (33.6)                             | −5.4 (22.3)                            | −16.0 (3.2)                            | −29.4 (−20.9)                          | −41.4 (−42.5)                          | −41.4 (−42.5)                          |
| 降水量 mm （inch）                     | 40 (1.57)                              | 33 (1.3)                               | 28 (1.1)                               | 36 (1.42)                              | 52 (2.05)                              | 64 (2.52)                              | 76 (2.99)                              | 67 (2.64)                              | 57 (2.24)                              | 59 (2.32)                              | 56 (2.2)                               | 50 (1.97)                              | 618 (24.33)                            |
| 出典：Pogoda.ru.net 19.06.2009         |                                        |                                        |                                        |                                        |                                        |                                        |                                        |                                        |                                        |                                        |                                        |                                        |                                        |

## 経済
ニジニ・ノヴゴロド州はロシアの工業生産高では7位にランクされ、地域経済の中心は原料加工業が主となっている。633社が70万人を雇用し、労働者の62%は原料生産に従事している。工業は州のGDPの83%を占める。主な産業は機械工業と冶金工業で、続いて石油化学、林業、製材、製紙などとなっている。機械・冶金・化学で工業生産の75%を占める。ロシア国内外からの投資意欲も高い。市内の主な企業はゴーリキー自動車（GAZ）、クラスノエ・ソルモヴォ（船舶など）、ほか航空機、電子製品、工作機械などの工場がある。
輸出入で世界経済と結ばれ、主な輸出先はウクライナ、ベラルーシ、スイス、カザフスタン、ベルギー、フランスなど。輸入は主にウクライナ、ドイツ、ベラルーシ、カザフスタン、オーストリア、オランダ、中華人民共和国、アメリカ合衆国などになる。
また金融業も盛んで、銀行や保険、投資ファンドなどが多数立地する。株式・金融・農産物取引所も所在する。

## 交通・名所

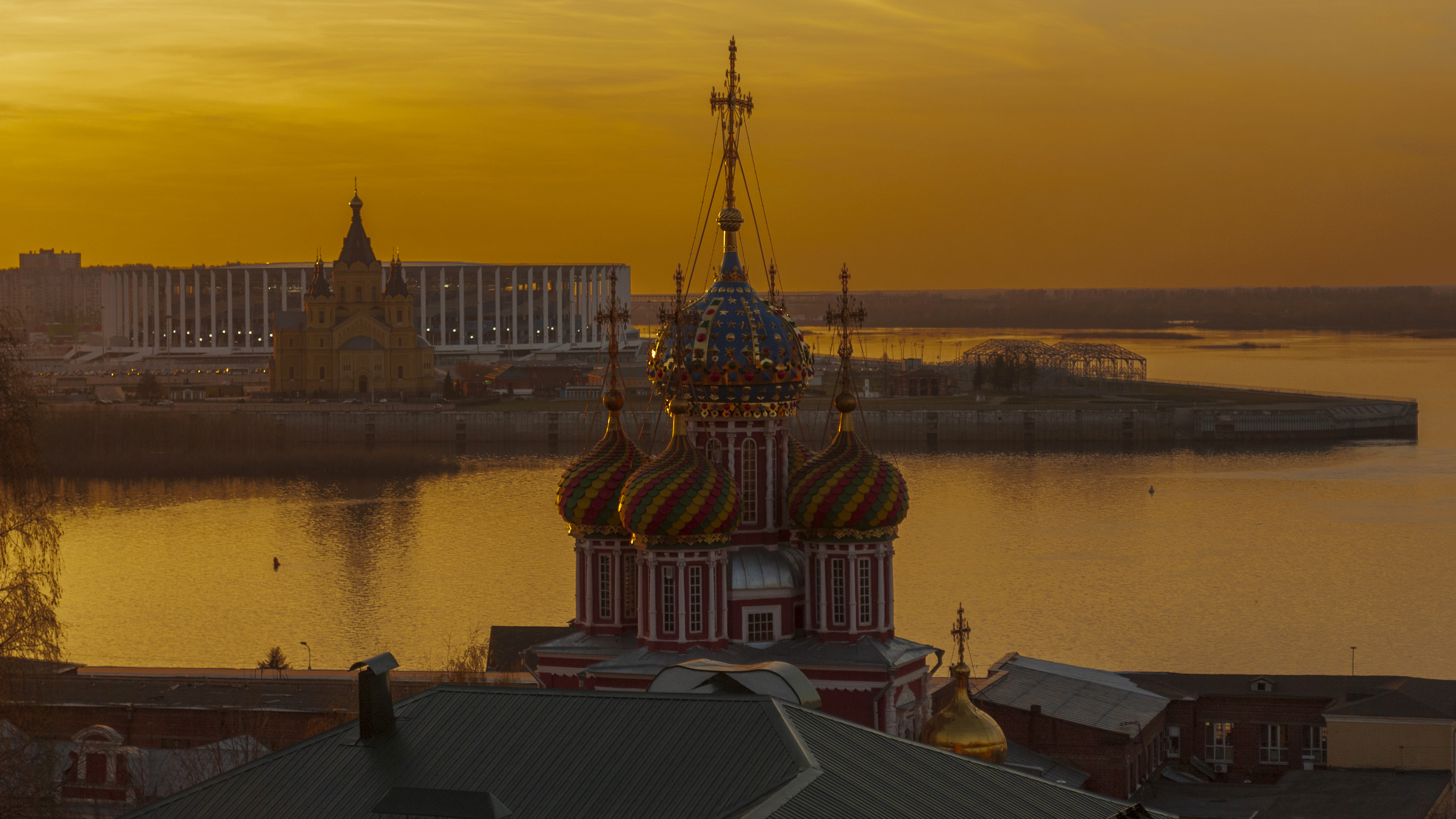
ヴォルガ川とオカ川の合流点に建つ聖堂と港湾

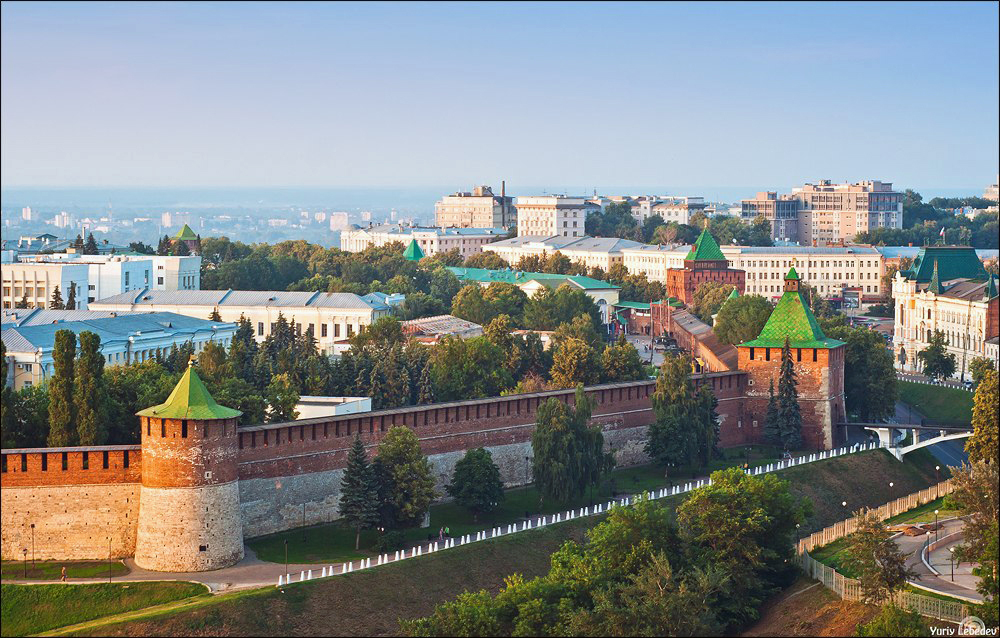
クレムリンをはじめとするニジニ・ノヴゴロド中心の歴史地区

シベリア鉄道の特急「ロシア号」の停車地となっているモスコフスキー駅を中心として、夜行列車がモスクワへ走り、2002年12月からはモスクワとの間を5時間弱で結ぶ高速列車も運行している。ニジニ・ノヴゴロドにはヴォルガ中流域の鉄道を管轄するゴーリキー鉄道支社がある。また、市内はニジニ・ノヴゴロド市電および2路線からなるニジニ・ノヴゴロド地下鉄が走っている。
ストリギノ国際空港にはロシア・ヨーロッパ各地を結ぶ路線が就航している。ヴォルガ川・オカ川の水運の中心でもあり、貨物船や客船が行き交い、運河や支流などを通じてモスクワ、サンクトペテルブルク、アストラハンを結ぶクルーズ船も運航する。
また、古いクレムリン（城砦）やストロガノフ家の寄贈した数々の教会のほか、オペラやサーカスなどの劇場やコンサートホール多数、ロシア帝国時代やロシア・アヴァンギャルドなどのロシア美術、ヨーロッパ美術や東洋美術を収蔵する美術館などがある。
高速道路は、モスクワ-ウファ間を結ぶロシア連邦道路M7が通り、この地域の道路網の中心である。

## 出身者
- マクシム・ゴーリキー[4] - 作家
- ミリイ・バラキレフ - 作曲家

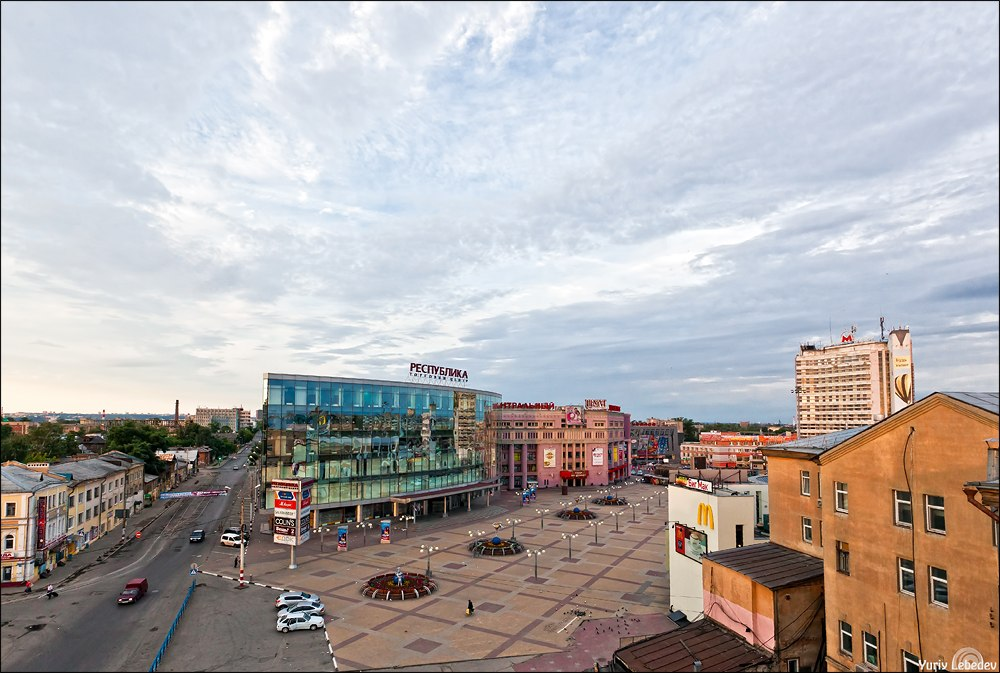
革命広場。モスクワ鉄道駅の前に。

- ウラディーミル・アシュケナージ - ピアニスト・指揮者
- イリーナ・メジューエワ - ピアニスト
- ダニール・トリフォノフ - ピアニスト
- セルゲイ・ナカリャコフ - トランペット・フリューゲルホルン奏者
- ニコライ・イワノビッチ・ロバチェフスキー - 数学者
- ナタリア・ヴォディアノヴァ - スーパーモデル
- ニコライ・ザテエフ - ソビエト連邦海軍軍人

## 姉妹都市
- エッセン、ドイツ 1991年
- リンツ、オーストリア 1993年
- フィラデルフィア、アメリカ合衆国 1994年
- 済南市、中国 1994年
- タンペレ、フィンランド 1995年
- ハルキウ、ウクライナ 2001年
- マタンサス、キューバ 2004年
- 水原市、大韓民国 2005年
- ノヴィ・サド、セルビア 2006年
- サン・ボイ・デ・リョブレガート、スペイン 2008年
- バルセロナ、スペイン 2009年

## 文化

### スポーツ
2018 FIFAワールドカップの開催都市のひとつとなり、新築のニジニ・ノヴゴロド・スタジアムが会場として使用された。大会後はロシア・ナショナル・フットボールリーグに所属するFCヴォルガ・ニジニ・ノヴゴロドの本拠地として使用される。

### ウェブカメラ
- Web-camera, Gorkogo sq. （ロシア語）
- Web-camera, Lyadova sq. You could see Okskiy s'ezd, Gagarina prospect, Timiryazeva str. （ロシア語）
- Web-camera, Gorkogo sq. You could see Novaya str., B.Pokrovskaya str. （ロシア語）
- Web-camera, Kovalihinskaya and Proviantskaya streets crossing （ロシア語）